# Agostino Chigi Albani della Rovere, V principe di Farnese
Agostino Chigi Albani della Rovere, V principe di Farnese (Roma, 16 maggio 1771 – Roma, 10 novembre 1855), è stato un principe italiano.

## Biografia

### I primi anni
Agostino Chigi Albani della Rovere nacque a Roma il 16 maggio 1771, figlio di Sigismondo Chigi Albani della Rovere, IV principe di Farnese e della nobildonna Flaminia Odescalchi. Per parte di suo padre era imparentato coi papi Alessandro VII e Paolo V, mentre per parte di sua madre era imparentato con Innocenzo XI. Sua madre morì nel darlo alla luce e per di più il piccolo Agostino risultò menomato, nascendo "con li piedi rivoltati, talmente che dovrà camminare con il malleolo invece delle piante". Tale difetto verrà corretto alcuni anni dopo con una difficoltosa operazione grazie al medico chirurgo Marcucci di Lucca.
Da suo padre, venne inviato ancora giovanissimo a Siena presso il Convitto Tolomei dove, sotto la direzione dei padri scolopi, ebbe modo di studiare per i successivi dieci anni, approfondendo in particolare la letteratura, la filosofia, matematica e soprattutto fisica, materia quest'ultima in cui fu sempre particolarmente versato. Dopo la discussione della tesi e la laurea, si iscrisse a soli diciassette anni all'Accademia degli Innominati di Siena.
Nel 1790 venne bruscamente costretto a ritornare a Roma quando iniziò il processo contro suo padre che era stato accusato di aver tentato di avvelenare il cardinale Carandini. A Roma, dopo aver assicurato i copiosi beni paterni dal sequestro dopo l'esilio del genitore, iniziò la propria attività letteraria pubblicando alcuni testi poetici ed entrando nell'Accademia dell'Arcadia col nome di Teonte Euroteo nel 1791.
Nel 1794 il C. sposò Amalia Carlotta Barberini dalla quale ebbe dodici figli: Francesco, Alessandro, Sigismondo, Laura, Giulia, Francesco, Costanza, Augusto, Flavio, Flaminia, Giovanni, Giustina. Il 24 giugno 1794 venne nominato ciambellano dall'imperatore Leopoldo II del Sacro Romano Impero.
Presso il suo palazzo si riunirono più volte Antonio Canova, Angelika Kauffmann, Goethe e molti altri, occasioni nelle quali egli stesso recitava versi di propria composizione che gli valse dal 1794 anche l'iscrizione all'Accademia dei Forti e poi l'11 settembre di quello stesso anno a quella delle Belle Arti di Firenze.

### L'altalena tra francesi e pontifici
Con la resa di Bologna alle armate francesi del Direttorio, il Chigi come pure altri nobili romani, si impegnò personalmente per la difesa della città di Roma ed il 25 settembre 1796 ottenne di essere nominato tenente colonnello del I battaglione della guardia civica, divenendo dall'anno successivo anche membro della commissione economica incaricata di suggerire eventuali piani di riforma per far fronte alle spese per gli armamenti. Data la provenienza della sua famiglia da Siena, nel 1798 venne prescelto quale sostituto di Luigi Angiolini per ricoprire la carica di ambasciatore del Granducato di Toscana presso lo Stato Pontificio, cercando di mediare la situazione anche quando le truppe del generale Berthier entrarono in città.
Da quel momento si dimostrò particolarmente amichevole nei confronti della neonata repubblica giacobina, offrendo di sua spontanea volontà 400 scudi spagnoli per ingraziarsi i francesi che non a caso rispettarono tutte le sue proprietà, in particolarità quelle poste ad Ariccia.
Con la restaurazione papalina del 1798, però, si trovò in una posizione di forte difficoltà dal momento che con altri nobili e prelati "accondiscendenti" venne rinchiuso nelle celle dell'ex Convento delle Convertite di Roma, riuscendo per poco ad evitare Castel Sant'Angelo solo in virtù della necessità di lasciarlo partire alla volta di Venezia dove espletare il proprio incarico di maresciallo del conclave che si stava tenendo per l'elezione del futuro papa Pio VII. Dopo aver soggiornato per sei mesi a Venezia, rientrò a Roma il 30 aprile 1800 facendo varie soste a Padova, Vicenza, Verona, Mantova, Modena, Bologna, Firenze, Siena.

### La ripresa con la restaurazione

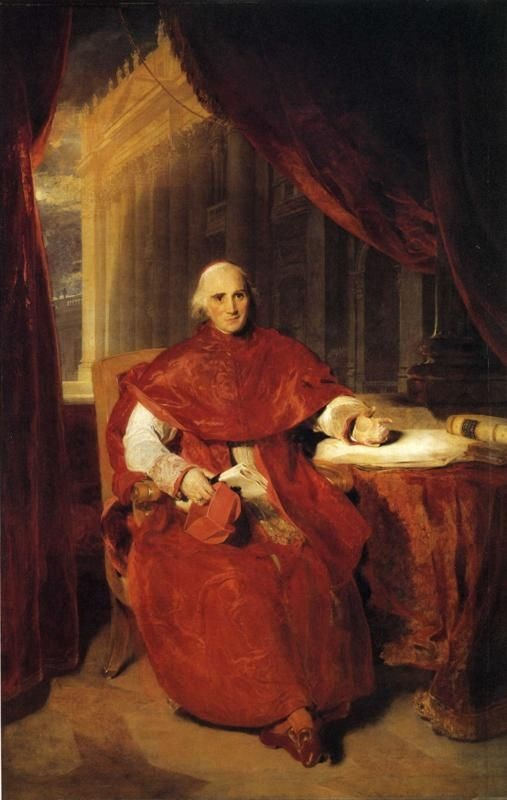
L'amicizia del principe Chigi con il cardinale Ercole Consalvi lo salvò diverse volte dalle ritorsioni per aver appoggiato il regime filo-francese

Dopo la nomina di Pio VII, il principe Chigi riprese una vita brillante a Roma, riaprendo ufficialmente il proprio salotto di letterati e artisti e riprese anche a scrivere componendo un'ode in onore del defunto cardinale Gerdil, un elogio a Vittorio Alfieri, uno in onore del defunto cardinale Stefano Borgia, oltre a dedicarsi al teatro, organizzando la messa in scena la Zaira di Voltaire.
Fu amico e sostenitore del cardinale Ercole Consalvi, di cui approvò la politica aperta e di larghe vedute che si contrapponeva a quella degli "zelanti" che proponevano invece una linea dura nella repressione degli ex-repubblicani.

### L'invasione napoleonica di Roma
Con la seconda occupazione francese di Roma nel febbraio del 1808 e la deportazione di Pio VII in Francia nel 1809, il principe Chigi ancora una volta, pur mantenendo forti legami ed amicizie nell'ambiente papalino, collaborò attivamente anche col nuovo regime.
Nel 1809 venne nominato senatore e dall'anno successivo fu consigliere del Consiglio Municipale di Roma, divenendo in seguito membro del consiglio di amministrazione del debito pubblico degli Stati romani, di quello per la vaccinazione, della Commissione per il miglioramento dell'agricoltura nell'argo romano, del Bureau consultivo dell'amministrazione delle Acque di Trevi, Paola e Felice, nonché dal 1812 presidente del collegio elettorale del circondario di Roma, membro della commissione per le assegnazioni e i diritti delle prelature, membro del Consiglio generale del dipartimento del Tevere (di cui fu presidente nel 1813), e vicepresidente della Commissione degli ospedali. Il 31 agosto 1811, da Napoleone I ottenne anche il titolo di conte dell'Impero francese.
Coi primi cenni del crollo del dominio napoleonico a Roma, la città venne occupata dal generale Gioacchino Murat il quale, dopo averlo nominato prefetto (24 gennaio 1814) e Grande Dignitario del Reale Ordine delle Due Sicilie (28 gennaio), venne sostenuto dallo stesso Chigi che fu tra i firmatari di una petizione inviata al Congresso di Vienna affinché, anziché restaurare lo Stato Pontificio, organizzasse un nuovo governo soggetto al Murat. Quando alla fine ad ogni modo il papa venne restaurato nella sua autorità, decise di ritirarsi dalla vita pubblica, non subendo alcuna ritorsione grazie alla sua sempre fedele amicizia col cardinale Consalvi.

### La seconda restaurazione papalina
Riprese così gli studi letterari ed il 9 giugno 1819 venne nominato consigliere intimo dell'imperatore Francesco I d'Austria. Ospitò quindi Stendhal che al suo palazzo romano ebbe modo di ammirare "alcune buone statue greche e cinque o sei quadri del Carracci, Tiziano e Guercino". Malgrado questa ripresa per la seconda volta, Agostino si trovava in situazione di dissesto finanziario e pertanto venne costretto nel 1825 a vendere il feudo del principato di Farnese che la sua famiglia aveva acquisito a metà Seicento, per la somma di 120.000 scudi, mantenendone ad ogni modo a titolo onorifico come trasmissibile ai suoi figli ed eredi.
Sempre nel 1825, divenne presidente del Collegio per la Filologia dell'Università di Roma e continuò parallelamente il proprio impegno nel mondo ecclesiastico, esercitando tre volte in meno di un decennio il suo ufficio di Maresciallo del Conclave, mediando in particolare nel conclave del 1830-31 dove la sua propensione politica si spostò decisamente lontano dagli orizzonti francesi anche se non mancò di criticare a più riprese il governo pontificio per la sua incapacità di far fronte a determinate situazioni con spirito moderno ed aperto, come nel caso dell'epidemia di colera del 1837 che lo colpì anche negli affetti più cari, strappandogli prima la moglie e poi il figlio Augusto.
La crisi economica in cui la famiglia Chigi era piombata in quel periodo lo portò a realizzare nuove vendite per ripagare i debiti fatti: nel 1839 venne costretto a vendere al commerciante ebreo di Roma, Abramo Mieli, tutti i suoi beni posseduti in Toscana, compreso lo storico palazzo della sua famiglia a Siena, giungendo nel 1841 e sino al 1842 ad affittare una parte del proprio palazzo romano all'ambasciatore del Belgio prima e dal 1847-48 e nuovamente nel 1849-53 a quello del Regno di Sardegna.
Anche dopo il conclave del 1846 che portò all'entusiasmo dell'elezione di Pio IX, si dimostrò sempre più passivo agli eventi ed alle passioni politiche dell'epoca e anche nelle ondate rivoluzionarie del 1848-49 fu probabilmente più preoccupato dei disordini che potevano crearsi a Roma più che delle questioni politiche a livello nazionale ed internazionale. Quando si costituì la Repubblica romana, rassegnò le proprie dimissioni da membro del consiglio amministrativo di Roma a cui era stato nominato da alcuni anni. Con la nuova restaurazione pontificia, sostenne fortemente il ritorno del pontefice, esordendo nel proprio diario contro la Legge Siccardi pubblicata in Piemonte nel novembre del 1850.
L'ultima fortuna della sua vita la ebbe l'11 novembre del 1852 quando, alla morte del principe Filippo Albani, Agostino come nipote di Giulia Augusta Albani, ne acquisì i beni e i titoli aggiungendo anche tale cognome al proprio.
Morì a Roma il 10 novembre 1855 e venne sepolto nella cappella gentilizia della sua famiglia all'interno della chiesa romana di Santa Maria del Popolo.

## Matrimonio e figli
Agostino sposò il 12 giugno 1794 Amalia Carlotta Barberini Colonna di Sciarra (21 settembre 1771 - di colera 23 agosto 1837), figlia del principe Carlo Barberini Colonna di Sciarra, V principe di Palestrina e di sua moglie, Giustina Borromeo Arese d'Angera. Da questo matrimonio nacquero dodici figli: 
- Francesco (1795 - morto infante)
- Alessandro (16 ottobre 1796 - 26 dicembre 1815)
- Sigismondo (1798 - 1877), sposò Leopoldina Doria Pamphilj Landi
- Laura (12 giugno 1800 - 1º marzo 1884), sposò il 28 dicembre 1819 il marchese Antonio Tacoli (1797 - 1870)
- Flaminia (1801-1871), sposò il 18 ottobre 1819 il cavalier Giovanni Battista Covoni
- Giulia (16 febbraio 1804 - 3 maggio 1854)[6], sposò in prime nozze il 18 febbraio 1822 il conte Michele Lavaggi e in seconde nozze il 15 aprile 1833 il marchese Filippo Patrizi Naro Montoro (1801 - 1858)
- Francesco (1805 - 19 febbraio 1868), guardia nobile papale
- Costanza (1807 - 15 aprile 1871), sposò il 14 dicembre 1829 il conte Francesco Lovatelli (1808 - 1856)
- Augusto (18 novembre 1808[7] - di colera 29 agosto 1837), sacerdote, canonico di San Pietro e cameriere segreto papale
- Flavio (1810 - 1885), cardinale
- Giovanni (20 marzo 1813 - 10 maggio 1872), sposò il 7 giugno 1857 Caterina Capranica
- Giustina (1816 - 31 marzo 1818).

## Albero genealogico
|                                                           |                                               |                                                        | Genitori                                              |  |  | Nonni |  |  | Bisnonni                                 |  |  | Trisnonni                                |  |
|                                                           |                                               |                                                        |                                                       |  |  |       |  |  | Augusto Chigi, II principe di Campagnano |  |  | Agostino Chigi, I principe di Campagnano |  |
|                                                           |                                               |                                                        |                                                       |  |  |       |  |  | Augusto Chigi, II principe di Campagnano |  |  | Agostino Chigi, I principe di Campagnano |  |
|                                                           |                                               | Maria Virginia Borghese                                |                                                       |  |  |       |  |  | Augusto Chigi, II principe di Campagnano |  |  |                                          |  |
| Agostino Chigi della Rovere, III principe di Campagnano   |                                               |                                                        |                                                       |  |  |       |  |  | Augusto Chigi, II principe di Campagnano |  |  |                                          |  |
|                                                           |                                               | Eleonora Rospigliosi                                   | Giovanni Battista Rospigliosi, I principe Rospigliosi |  |  |       |  |  |                                          |  |  |                                          |  |
|                                                           |                                               | Eleonora Rospigliosi                                   | Giovanni Battista Rospigliosi, I principe Rospigliosi |  |  |       |  |  |                                          |  |  |                                          |  |
|                                                           |                                               | Eleonora Rospigliosi                                   | Maria Camilla Pallavicini                             |  |  |       |  |  |                                          |  |  |                                          |  |
| Sigismondo Chigi della Rovere, IV principe di Campagnano  |                                               | Eleonora Rospigliosi                                   |                                                       |  |  |       |  |  |                                          |  |  |                                          |  |
|                                                           |                                               | Carlo Albani, I principe di Soriano nel Cimino         | Orazio Albani                                         |  |  |       |  |  |                                          |  |  |                                          |  |
|                                                           |                                               | Carlo Albani, I principe di Soriano nel Cimino         | Orazio Albani                                         |  |  |       |  |  |                                          |  |  |                                          |  |
|                                                           |                                               | Carlo Albani, I principe di Soriano nel Cimino         | Maria Bernarda Ondedei                                |  |  |       |  |  |                                          |  |  |                                          |  |
| Maria Giulia Albani                                       |                                               | Carlo Albani, I principe di Soriano nel Cimino         |                                                       |  |  |       |  |  |                                          |  |  |                                          |  |
|                                                           |                                               | Teresa Virginia Borromeo Arese                         | Carlo Borromeo Arese                                  |  |  |       |  |  |                                          |  |  |                                          |  |
|                                                           |                                               | Teresa Virginia Borromeo Arese                         | Carlo Borromeo Arese                                  |  |  |       |  |  |                                          |  |  |                                          |  |
|                                                           |                                               | Teresa Virginia Borromeo Arese                         | Giovanna Odescalchi                                   |  |  |       |  |  |                                          |  |  |                                          |  |
| Agostino Chigi Albani della Rovere, V principe di Farnese |                                               | Teresa Virginia Borromeo Arese                         |                                                       |  |  |       |  |  |                                          |  |  |                                          |  |
|                                                           | Baldassarre Odescalchi, I principe Odescalchi | Antonio Maria Erba-Odescalchi, I marchese di Mondonico |                                                       |  |  |       |  |  |                                          |  |  |                                          |  |
|                                                           | Baldassarre Odescalchi, I principe Odescalchi | Antonio Maria Erba-Odescalchi, I marchese di Mondonico |                                                       |  |  |       |  |  |                                          |  |  |                                          |  |
|                                                           | Baldassarre Odescalchi, I principe Odescalchi | Teresa Turconi                                         |                                                       |  |  |       |  |  |                                          |  |  |                                          |  |
| Livio Odescalchi, II principe Odescalchi                  | Baldassarre Odescalchi, I principe Odescalchi |                                                        |                                                       |  |  |       |  |  |                                          |  |  |                                          |  |
|                                                           |                                               | Eleonora Maddalena Borghese                            | Marcantonio III Borghese, III principe di Sulmona     |  |  |       |  |  |                                          |  |  |                                          |  |
|                                                           |                                               | Eleonora Maddalena Borghese                            | Marcantonio III Borghese, III principe di Sulmona     |  |  |       |  |  |                                          |  |  |                                          |  |
|                                                           |                                               | Eleonora Maddalena Borghese                            | Livia Spinola                                         |  |  |       |  |  |                                          |  |  |                                          |  |
| Flaminia Odescalchi                                       |                                               | Eleonora Maddalena Borghese                            |                                                       |  |  |       |  |  |                                          |  |  |                                          |  |
|                                                           |                                               | Filippo Corsini, II principe di Sismano                | Bartolomeo Corsini, I principe di Sismano             |  |  |       |  |  |                                          |  |  |                                          |  |
|                                                           |                                               | Filippo Corsini, II principe di Sismano                | Bartolomeo Corsini, I principe di Sismano             |  |  |       |  |  |                                          |  |  |                                          |  |
|                                                           |                                               | Filippo Corsini, II principe di Sismano                | Vittoria Altoviti                                     |  |  |       |  |  |                                          |  |  |                                          |  |
| Maria Vittoria Corsini                                    |                                               | Filippo Corsini, II principe di Sismano                |                                                       |  |  |       |  |  |                                          |  |  |                                          |  |
|                                                           |                                               | Ottavia Strozzi                                        | Lorenzo Francesco Strozzi, I principe di Forano       |  |  |       |  |  |                                          |  |  |                                          |  |
|                                                           |                                               | Ottavia Strozzi                                        | Lorenzo Francesco Strozzi, I principe di Forano       |  |  |       |  |  |                                          |  |  |                                          |  |
|                                                           |                                               | Ottavia Strozzi                                        | Teresa Strozzi di Bagnolo                             |  |  |       |  |  |                                          |  |  |                                          |  |
|                                                           |                                               | Ottavia Strozzi                                        |                                                       |  |  |       |  |  |                                          |  |  |                                          |  |